# Jules Écorcheville
Jules-Armand-Joseph Écorcheville est un musicologue, écrivain et collectionneur français, né à Paris 4e le 17 mars 1872 et mort pour la France à Perthes-les-Hurlus le 19 février 1915.

## Biographie
Il s'intéresse à la musique dès ses jeunes années, est l'élève de César Franck de 1887 à 1890, et poursuit à la Sorbonne des études littéraires (licencié ès lettres en 1894). En 1898 il prend part à la fondation de la Société Internationale de Musique (Internationale Musikgesellschaft), initiée par Oskar Fleisher. Une section française est créée en 1904, Lionel Dauriac en étant le président, Jules Écorcheville le trésorier. En 1904-1905, il étudie la musicologie à l'Université de Leipzig auprès de Hugo Riemann. Il obtient son doctorat à l'université de Paris en 1906 avec deux thèses, Vingt Suites d'orchestre du XVIIe siècle français et De Lulli à Rameau - l'esthétique musicale. En 1907 il fonde le Bulletin français de la Société internationale de musique, qui reprend le Mercure musical de Louis Laloy et devient la Revue musicale S.I.M. en 1909.  
Passionné de musique ancienne, il commence à réaliser un catalogue du fonds de musique ancienne de la Bibliothèque nationale, qui sera publié entre 1910 et 1914 en huit volumes, et travaille sur l'histoire du luth. En 1911, il est élu président de la section parisienne de la S.I.M., et l'année suivante, président de ladite Société internationale. Ami de Debussy, Ravel et Satie, il défend les nouvelles tendances de la musique française et sa revue s'impose comme une référence de la presse musicale en France. 
Engagé dans l'armée française pendant la Première Guerre mondiale, il est tué lors de l'assaut d'une tranchée allemande en 1915 et est déclaré "mort pour la France". Son nom figure sur une plaque commémorative du Panthéon en hommage aux écrivains morts pour la France. 
L’Académie française lui décerne le prix Charles-Blanc en 1915.
Il avait consacré l'héritage de ses parents à l'acquisition d'une riche collection d'instruments anciens et d'ouvrages sur la musique qui fut dispersée en 1920.